# Weathervanes
Weathervanes è il nono album in studio del cantautore americano Jason Isbell, e il sesto accompagnato dalla sua band di supporto, i 400 Unit. È stato pubblicato il 9 giugno 2023 tramite la Southeastern Records. L'album ha ricevuto consensi dalla critica, così come il Grammy Award per il miglior album americano alla 66ª edizione dei Grammy Awards.

## Contesto
Isbell ha scritto i brani mentre recitava nel film Killers of the Flower Moon di Martin Scorsese del 2023.

## Tracce
1. Death Wish – 4:30
2. King of Oklahoma – 5:02
3. Strawberry Woman – 4:10
4. Middle of the Morning – 4:40
5. Save the World – 5:09
6. If You Insist – 3:45
7. Cast Iron Skillet – 3:24
8. When We Were Close – 3:57
9. Volunteer – 4:05
10. Vestavia Hills – 4:31
11. White Beretta – 3:56
12. This Ain't It – 6:14
13. Miles – 7:07